# Marc Dutroux
Marc Dutroux (n. 6 noiembrie 1956 în comuna Ixelles/Elsene) este un criminal sexual belgian. Între anii 1995 și 1996, împreună cu complicele său Bernard Weinstein, a violat și ucis mai mulți copii sau tineri între 8 și 19 ani. Pe perioada în care el a fost închis, două fetițe de 12 ani răpite de el au murit de foame.